# Anastasia Kornienko
Anastasia Alekseïevna Kornienko (en russe : Анастасия Алексеевна Корниенко) est une joueuse de volley-ball russe, née le 9 septembre 1992, à Iekaterinbourg. Elle mesure 1,82 m et joue au poste de passeuse.

## Clubs
| Club              | De        | À         |
| ----------------- | --------- | --------- |
| Avtodor-Metar     | 2010-2011 | 2012-2013 |
| Omitchka Omsk     | 2013-2014 | 2014-2015 |
| ES Le Cannet      | 2015-2016 | 2015-2016 |
| Volley Köniz      | 2016-2017 | 2016-2017 |
| VBC Voléro Zurich | 2017-2018 | 2017-2018 |
| Volero Le Cannet  | 2018-2019 | en cours  |

## Palmarès

### En sélection nationale
- Festival olympique U18 de la jeunesse européenne
  -  : 2009.

### En club
- Championnat du monde des clubs
  -  : 2017.
- Championnat de Russie
  - Troisième : 2014.
- Coupe de Russie
  - Finaliste : 2014.
- Supercoupe de France (1)
  - Vainqueur : 2015.
- Championnat de Suisse (1)
  - Vainqueur : 2018.
- Coupe de Suisse (1)
  - Vainqueur : 2018.
- Supercoupe de Suisse (1)
  - Vainqueur : 2017.

### Distinctions individuelles
Néant